# 利湖
77°2′S 162°8′E / 77.033°S 162.133°E
利湖（Lee Lake），是南極洲的湖泊，位於維多利亞地的斯科特海岸，處於雷德克利夫冰原島峰東南角的麥基冰川南岸，現時由南極條約體系管理。